# 若林雄一
若林 雄一（わかばやし ゆういち）は、日本の医師・医学研究者。再生医療および放射線診断学を専門とし、大阪市中央区の再生医療施設「CELL GRAND CLINIC」院長を務める。

## 来歴
- 神戸大学医学部卒業後、放射線科医として診療に従事[1]。
- 神戸大学大学院医学研究科博士課程修了（医学博士）[1]。
- 近畿大学医学部講師を経て、米国 NIH で分子イメージング研究に携わる[2]。
- 2025年3月、再生医療専門クリニック「CELL GRAND CLINIC」を開院、院長就任[3]。

## 研究
若林は分子イメージングを基盤に、ホスホジエステラーゼ4（PDE4）阻害薬の PET プローブ開発を行ってきた。特に PDE4B 特異的リガンド 18F-PF-06445974 を用いたヒト初臨床試験は、ファイザーとの共同研究として国際的な注目を集めた。

## 主要論文（筆頭著者）
1. Wakabayashi, Yuichi (2022). “First-in-Human Evaluation of 18F-PF-06445974…”. Journal of Nuclear Medicine 63 (12):  1919–1924. doi:10.2967/jnumed.122.263838.
2. Wakabayashi, Yuichi (2020). “Discovery, Radiolabeling, and Evaluation of Subtype-Selective Inhibitors for PET Imaging of Brain PDE4D”. ACS Chemical Neuroscience 11:  1311–1323. doi:10.1021/acschemneuro.0c00077.
3. Wakabayashi, Yuichi (2018). “Semi-quantitative Dopamine Transporter SUV vs Conventional SBR in [123I]FP-CIT SPECT”. Neurological Sciences 39:  1401–1407. doi:10.1007/s10072-018-3437-8.

## 著書
- 若林雄一『世界一簡単な再生医療の基礎知識』トキツカゼ出版、2025年。ISBN 978-4-344-XXXXX-X。[1]
- 若林雄一 The World's Easiest Basic Knowledge of Regenerative Medicine: What Are "Stem Cells," "Cell Supernatant Fluid," "Exosomes," and "PRP"? Tokitsukaze Publishing, 2025, Kindle ed. “The World’s Easiest Basic Knowledge of Regenerative Medicine (English Edition)”. Amazon. 2025年6月11日閲覧。

## 資格・所属学会
- アメリカ再生医療学会（AARM）認定専門医[1]
- 日本放射線学会 放射線診断専門医[1]
- 日本核医学会 核医学専門医[1]
- 日本再生医療学会、日本抗加齢医学会 ほか会員[1]